# 魯賓·卡斯度
魯賓·卡斯度·馬丁（西班牙語：Rubén Castro Martín，發音：[ruˈβeŋ ˈkastɾo maɾˈtin]；1981年6月27日—），是一名西班牙足球運動員，司職前鋒。

## 生平

### 球會生涯

#### 拉斯帕爾馬斯、拉科魯尼亞
卡斯度生於加那利群島拉斯帕尔馬斯，青年時期曾效力Artesano球會，其後加盟拉斯帕尔马斯竞技联盟，在球會渡過各級梯隊後，在2001年2月25日首度亮相西甲。卡斯度在下一季度收獲西甲處子球，在主場對皇家馬德里的賽事中，替補上陣的他兩度攻破伊克尔·卡西利亚斯把守的大門，助球隊勝4–2。可惜，球隊該季仍因表現欠佳要降班乙組。接着一季，卡斯度以22個進球成為乙組最佳射手，然而這些進球仍無法阻止球隊進一步降至乙二組。卡斯度與隊友Momo隨後被出售至拉科鲁尼亚，用作填補拉斯帕爾馬斯從拉科購入阿根廷人Gabriel Schürrer時欠下的360萬歐元舊債。
加盟藍白軍團後的卡斯度並沒有得到穩定的位置，反而被新東家外借至不同球隊打滾。他先在2004年被借到西甲的阿爾巴塞特，後在2006年又到了，但苦無上陣機會的卡斯度透過1月轉會窗轉投加泰羅尼亞地區球隊塔拉戈納體操。他在此發揮不俗，在首3場中射進3球，但球隊仍遭降班，球員再被交還至拉科。又經歷了一個不受重用的2007–08賽季後，卡斯度再度被借用至位處阿拉貢的乙組升班馬韦斯卡。他在此是球隊的重要一員，透過進球助韋斯卡保住乙組位置。2009年8月，卡斯度又被另一支乙組球隊借用，他以14個聯賽進球助該馬德里球隊得第11名。2010年6月，他再回到了拉科。

#### 貝迪斯
2010年8月，卡斯度被售至安達盧西亞球隊，轉會費為170萬歐元。他與佐治·摩連拿和中場阿希尔·伊馬那組成的進攻組合在2010–11賽季共打入超過50個聯賽進球，協助貝迪斯兩年後重返西甲。

### 國家隊生涯
卡斯度曾入選西班牙21歲以下國家足球隊，上陣6場，射進4球。

## 個人生活
卡斯度是家中五兄弟的老么，兩名哥哥吉列爾莫（Guillermo）和阿莱克斯（Álex）也是足球運動員，三人都曾效力家鄉球隊拉斯帕爾馬斯。

## 外部連結
- 貝迪斯官方檔案 （西班牙文）
- BDFutbol檔案 （页面存档备份，存于） （英文）
- Futbolme檔案 （页面存档备份，存于） （西班牙文）
- Transfermarkt檔案 （页面存档备份，存于） （英文）
- Soccerway資料庫：魯賓·卡斯度